# Honey, I Blew Up the Kid
Honey, I Blew Up the Kid (Brasil: Querida, Estiquei o Bebê) é um filme estadunidense de 1992, dos gêneros aventura, ficção científica e comédia, dirigido por Randal Kleiser. É a continuação de Honey, I Shrunk the Kids.

## Sinopse
Aproveitando uma viagem de sua esposa, o cientista Wayne Szalinski resolve levar seus filhos ao laboratório onde trabalha. Descuidado, não percebe que o seu filho mais novo, o bebê Adam, recebe toda energia desprendida pelo complexo sistema criado por ele. O resultado não poderia ser mais desastroso: O Pequeno Adam acaba transformando-se em um bebê gigante, que não pára de crescer. Nada poderia detê-lo, nem mesmo o exército americano. Só uma brilhante ideia do cientista mais maluco que se tem notícia poderia salvar a cidade.

## Elenco
- Rick Moranis é Wayne Szalinski
- Marcia Strassman é Diane Szalinski
- Robert Oliveri é Nick Szalinski
- John Shea é Dr. Charles Hendrickson
- Lloyd Bridges é Clifford Sterling
- Keri Russell é Mandy Park
- Amy O'Neill é Amy Szalinski
- Ron Canada é Marshall Brooks
- Daniel & Joshua Shalikar são Adam Szalinski
- Gregory Sierra é Terence Wheeler
- Michael Milhoan é Capitão Ed Myerson
- Leslie Neale é Constance Winters